# Mušići, Kosjerić
Mušići (izvirno srbsko Мушићи) je naselje v Srbiji, ki upravno spada pod Občino Kosjerić; slednja pa je del Zlatiborskega upravnega okraja.

## Demografija
V naselju živi 367 polnoletnih prebivalcev, pri čemer je njihova povprečna starost 45,1 let (45,7 pri moških in 44,5 pri ženskah). Naselje ima 129 gospodinjstev, pri čemer je povprečno število članov na gospodinjstvo 3,36.
To naselje je, glede na rezultate popisa iz leta 2002, večinoma srbsko, a v času zadnjih treh popisov je opazno zmanjšanje števila prebivalcev.
|  |

| Demografija | Demografija     | Demografija     |
| Leto        | Št. prebivalcev | Št. prebivalcev |
| ----------- | --------------- | --------------- |
|             |                 |                 |
|             |                 |                 |
|             |                 |                 |
|             |                 |                 |
| 1948        | 779             |                 |
| 1953        | 818             |                 |
| 1961        | 783             |                 |
| 1971        | 674             |                 |
| 1981        | 581             |                 |
| 1991        | 514             | 511             |
| 2002        | 433             | 433             |
|             |                 |                 |

| Etnična sestava po popisu iz leta 2002 | Etnična sestava po popisu iz leta 2002 | Etnična sestava po popisu iz leta 2002 | Etnična sestava po popisu iz leta 2002 | Etnična sestava po popisu iz leta 2002 |
| -------------------------------------- | -------------------------------------- | -------------------------------------- | -------------------------------------- | -------------------------------------- |
| Srbi                                   | Srbi                                   |                                        | 432                                    | 99,76%                                 |
| Neznano                                | Neznano                                |                                        | 0                                      | 0,0%                                   |